# 이이지마 히로키
이이지마 히로키(일본어: 飯島 寛騎 いいじま ひろき[*], 1996년 8월 16일 ~ )는 일본의 배우이다.

## 학력
- 삿포로 백석 고등학교 졸업.
- 농구, 육상을 전공했으며, 대학에서는 배구 동아리에 소속되어 있었다.[1]
- 삿포로 오타니 대학 (재학 중 ~ )
- 2015년(19세, 대학교 1학년) 제28회 『쥬논 슈퍼 보이 콘테스트』에서 그랑프리를 수상했다.[2][1] 홋카이도 출신의 그랑프리 수상은 현재 2명이다.[3]
- 2016년 8월에 그 해 10월 방영 『가면라이더 에그제이드』（텔레비전)TV 아사히에서 주연을 맡음을 발표함.[3]

## 출연
진한 글씨는 (주연)

### 텔레비전 드라마
- 가면라이더 고스트 제50화 (2016년 9월 25일- TV 아사히)-가면라이더 에그제이드 에무(목소리)역
- 가면라이더 에그제이드 (2016년 10월 2일-2017년 8월 27일- TV 아사히)- 호죠 에무 / 가면라이더 에그제이드(목소리)역
- 우주전대 큐렌쟈 제7화 (2017년 3월 26일- TV 아사히)-호조 에무/가면라이더 에그제이드(목소리)역

### 영화
- 극장판 가면라이더 고스트 100개의 아이콘과 고스트 운명의 순간 (2016년 8월 6일- 도에이)-가면라이더 에그제이드(목소리)역
- 가면라이더 헤세이 제네이션즈 Dr.팩맨-에그제이드&고스트 with레전드 라이더 (2016년 12월 10일- (도에이)- 호조 에무 / 가면라이더 에그제이드(목소리)역.(니시메 슌이랑 W주연)
- 가면라이더×슈퍼전대 슈퍼 히어로 대전 (2017년 3월 25일 (도에이)- 호조 에무 / 가면라이더 에그제이드(목소리)/ 아카 라이더(목소리)역( 기주 타쿠미이랑 W주연)
- 극장판 가면라이더 이그제이드: 트루 엔딩 (2017년 8월 5일 (도에이)- 호조 에무 / 가면라이더 에그제이드(목소리)역
- 가면라이더 헤세이 제네이션즈 FINAL (2017년 12월 9일(도에이） - 호조 에무 / 가면라이더 에그제이드(목소리)역(이누카이 이랑 W주연)
- 사랑노래 - 약속의 나쿠하토 - (2019）- 사카모토 타츠야
- 살아있어서 미안합니다 (2023）

### 오리지널 비디오(DVD)
- 가면라이더 브레이브 - Survive 하자!부활의 비스트 라이더 스쿼드 (2017년 2월 19일 (도에이) 특수 촬영)- 호조 에무 /가면라이더 에그제이드(목소리)역
- 가면전대 고라이더 - (2017년 3월 25일-4월 8일 au 비디오 패스) -호조 에무 /가면라이더 에그제이드(목소리)역
- (배틀 DVD)" 가면라이더 에그제이드[비법]가면라이더 레이저"- (2017년 4월 28일)- 호조 에무 /가면라이더 에그제이드(목소리)역

### CM
- (일본) 오츠카 제약- <오로나민C>(2017년)

### 게임
- 가면라이더 배틀 감바 라이징- (2016년-데이터 카드다스)-가면라이더 에그제이드 역
- 가면라이더 토랑셍도 히어로즈- (2016년Android·iOS)-가면라이더 에그제이드 역
- 올 가면라이더 라이더 루션- (2016년3DS)-가면라이더 에그제이드 역

### 기타
- (일본)(식품, 완구) 가면라이더 에그제이드 흥분 링크 에그제이드 아무즈 II 울리다.!마이티 액션X 가샷트(2017년 4월 11일-호조 에무 역
- (일본)(완구) 가면라이더 에그제이드 DX게임 스코프(2017년 6월 14일)-호조 에무 역
- (일본)(완구, 장난감) 가면라이더 에그제이드 DX 하이퍼 무적의 가샷트(2017년 6월 17일 )-호조 에무 역